# المدارس الثانوية على نمط المراكز التجارية
المدارس الثانوية على نمط المراكز التجارية هو مصطلح يستخدم في المؤسسات التعليمية الثانوية الموجهة للمستهلك، والتي تقوم بعرض مجموعة وفيرة من الاختيارات للطلاب في برنامجها. ويتضمن ذلك اختيار الجدول الدراسي والفصول الدراسية والعديد من المناهج الدراسية المتنوعة والصعوبات التي تواجه الطلاب في المناهج الدراسية والأنشطة الخارجة عن المنهج (الأنشطة الرياضية وتنمية الهوايات). تتيح المدارس الملقبة بالمدارس الثانوية على نمط المراكز التجارية العديد من فرص الإقامة المختلفة للطلاب في محاولة منها لحث الطلاب على تحقيق غايتهم المنشودة من وراء التعليم والتدريب المتخصص والمتميز. تقدم المدارس الثانوية على نمط المراكز التجارية العديد من المناهج من أجل زيادة القوة المهيمنة ومعدلات التخرج ورضا العميل.

## خلفية تاريخية
تم شرح مفهوم المدرسة الثانوية على نمط المركز التجاري لأول مرة في الكتاب الأكثر مبيعًا سنة 1985، المدارس الثانوية على نمط المراكز التجارية: الرابحون والخاسرون في السوق التعليمي الذي كتبه المؤلفون آرثر جي باول وإليانور فارار وديفيد كيه كوهين. يعد الكتاب هو الطبعة الثانية من كتاب «دراسة حول المدارس الثانوية»، وهو الإصدار التالي لرائد إصلاح التعليم تيودور سيزر من كتاب اتفاقية هوراس. ولقد أطلق ألبرت شانكر الرئيس السابق لاتحاد المعلمين الأمريكيين، على المدارس الثانوية التي تتسم بطابع المركز التجاري أنها تحليل واقعي للأحداث الجارية في المدارس الثانوية وكيف أنها اتخذت هذا النهج في  كتاب المدرسة الثانوية التي تتسم بطابع المركز التجاري, يرى المؤلفون أن المدارس الثانوية شبيهة بالمراكز التجارية من حيث التنوع والاختيار والحيادية. يتطلب الكتاب في الغالب قراءة المناهج التعليمية في ثمانينيات وتسعينيات القرن العشرين، حيث أظهر الوقائع التي تحدث في المدرسة الثانوية الشاملة وقدم طرحًا سوف يعمل بعد ذلك على تأسيس أفكار حول مستندات الصرف المدرسية والسوق.;
في حين تزايد أعداد الملتحقين بالمدرسة الثانوية وتنوعها خلال القرن العشرين، أرجع الباحثون ذلك إلى انخفاض مستوى المعايير، الناتج عن أسلوب المدرسة الثانوية على نمط المركز التجاري الأقل تنافسًا والأكثر ملاءمة. وأعرب المؤلفون، ديفيد انجوس (المؤرخ في مجال التعليم وأستاذ الدراسات التعليمية في جامعة ميتشغن  وجيفري ميلر (أستاذ الدراسات التعليمية في جامعة ميتشغن) في كتابهما «إخفاق العهد المطلوب من المدرسة الثانوية الأمريكية» 1890-1995، عن أن التعليم في خمسينيات القرن العشرين سعى إلى وجود الحد الأدنى من القاسم المشترك ليصبح هو المعيار داخل المدارس الثانوية الأمريكية.;
ولقد حدد مؤلف هذا الكتاب هو والأستاذ الفخري للفلسفة في جامعة جنوب غرب ولا ية مينيسوتا، كارتلر، عاملين رئيسين أثرا في "تدني المستوى الفكري في فهم المناهج داخل المدرسة الثانوية والكلية وازداد ذلك تباعا في المدارس الثانوية التي تتسم بطابع المراكز التجارية وبذلت المدارس مجهودا في أواخر أربعينيات القرن العشرين لتسليط الضوء على الطالب الفقير ومظهره وملبسه مما سمي بتجربة الحياة الواقعية والتنبه أيضا لقلة التركيز المتبادل على عدم المعرفة التقليدية. وكان هذا النهج مرتبطًا بالنظريات التعليمية التقليدية التي انتشرت سريعا وإحدى تلك النظريات: "تقدير الذات" وهي الحركة السائدة في الوقت الحاضر والتي صرفت الانتباه بعيدا عن المعايير التعليمية التقليدية.;

## المدارس الثانوية التي تتسم بطابع المراكز التجارية في الوقت الحاضر
في ثمانينيات القرن العشرين، دللت المدارس الثانوية التي تتسم بطابع المراكز التجارية والكتب المتعلقة بها على وجود نقص في المحتوى التنافسي بمناهج بالعديد من تلك المدارس. رغم أن السياسات الحالية من اختبار إلزامي للطالب وصندوق المدرسة المعتمد على أداء الطالب وشهادة بالتقارير المسبقة عن مستوى الطالب تشير إلى مشكلة تخرج طلاب المدرسة الثانوية دون مواصلة عملية تنمية العديد من المهارات الفكرية القياسية. في كثير من الأحيان تنتج تلك المشكلة من عدم وضوح الرؤية والمعايير المحلية التي اعتاد الطلاب تعلمها والوسائل المستخدمة في التدريس. طبقًا للمركز القومي للتحصيل التعليمي، «كان لفشل المدارس وأنظمتها ودولها في تحديد المعايير المناسبة للمقررات المدرسية تأثير كبير على الانتقال إلى مكانة متقدمة وعلى المقررات الدولية البريطانية.»

## الانتقادات المأخوذة على المدارس الثانوية التي تتسم بطابع المراكز التجارية
بينما يتباهى المدافعون عن المدارس التي تتمتع بنمط المراكز التجارية لديها بالشمولية وحرية اختيار الطالب داخل برامجها، في حين ينتقد البعض محذرين من تدعيم أهواء شباب الأحداث. يشير المعلم والناقد الأكاديمي هيريش الابن إلى ميل المدارس الثانوية التي تتسم بطابع المراكز التجارية في كتابه المؤثر المعرفة الثقافية, حيث أطلق على منهج المدرسة الأمريكية العامة "التعليم في الأماكن التي تأخذ نمط المقاهي أو المطاعم "والتي تعمل بشكل ضار على الحط من شأن تبادل المعلومات بين الأجيال وبين الشباب أنفسهم بشكل عام." ويعتقد هيريش أن الشيء الذي لا يمكن تجنبه نتيجة وجود المدارس الثانوية التي تتميز بطابع المراكز التجارية هو عدم تبادل المعرفة عبر وداخل المدارس الأمريكية بسبب الانقسام الثقافي الضار.

في المقال الذي نشرته الصحيفة بعنوان «ما الذي يشابه المدارس الثانوية»، ينتقد دونالد أرنستين الكاتب والأستاذ الجامعي الفخري في مجال التعليم بجامعة كاليفورنيا، دافيس، الأسلوب الذي تتعامل به المراكز التجارية:

ليؤكد على أن تزايد عدد المدارس الثانوية التي تتسم بطابع المراكز التجارية هو لتجاهل حقيقة أن التعلم لا يشابه حقا التسوق. ومن خلال تقديم عدد كبير من السلع، يمكننا شراء ما نحتاجه وحمله في سلة التسوق عند رجوعنا إلى المنزل. لكن إذا قمنا بتقديم نظام كبير من المعرفة قام الآخرون بإعداده من أجلتحقيق أغراضهم ، فلا يمكننا تحصيله ونقله معنا في عقولنا عند عودتنا إلى المنزل. في الحقيقة نحن ننسى أغلب المعلومات التي نقوم بتحصيلها عند عودتنا إلى المنزل (وهذا ما يجعل المدرسين يقومون بعمل اختبارات يوم الجمعة). إذا افترض الطالب فقط أن التعلم هو مسألة سهلة المنال لتحصيل المعلومات (هل على مدى أسبوع؟ فصل دراسي؟ أم للأبد؟) فيمكنه أن يعتقد أن المدارس يمكن أن يتحسن أداؤها بأن تشابه أكثر المراكز التجارية.;

## تجربة المركز التجاري والمدرسة الثانوية
عرض الفيلم السينيمائي أوقات سريعة في ثانوية ريدمونت أيضًا مقارنة بين المدارس الثانوية والمراكز التجارية. قام الفيلم بعرض مشاهد من المراكز التجارية في العناوين الافتتاحية واستمر المشهد الرئيسي على مدار الفيلم وكأن الطلاب اجتازوا فترة المراهقة.
يُلاحظ عبر تاريخ الولايات المتحدة انخفاض في التعاملات التجارية بالمراكز التجارية منذ مطلع ثمانينيات القرن العشرين. وفي نفس الآونة، تتعامل أنظمة المدارس مع عملية حذف بنود من الموازنة مما يؤثر على البرامج المعدة لمشاكل المراهقين. وتم دمج تلك المشكلتين للحصول على حل فريد. تبرعت مؤسسة سيمون للشباب بمساحة الأرض وأماكن مخصصة لمدرسة بديلة من أجل إنشاء مركز ويستمنستر التجاري في جنوب كاليفورنيا. يقول ريك ماركوف، نائب الرئيس التنفيذي للمؤسسة، إنه تم إنشاء 25 مدرسة لها طابع المراكز التجارية على طول أمريكا وسوف يتم إنشاء المزيد في القريب العاجل. لا يحضر أغلب الطلاب فقط المركز التجاري للمدرسة، بل أيضًا يتدربون ويمارسون أعمالهم فيه.

## روابط خارجية
- المدارس الثانوية ذات طابع المراكز التجارية: «الفائزون والخاسرون في السوق التعليمي»
- المركز القومي للتحصيل التعليمي